# ACDR Lamelas
El ACDR Lamelas es un equipo de fútbol de Portugal que juega en la División de Honor de Viseu, la quinta división nacional.

## Historia
Fue fundado el 2 de mayo de 1977 en el municipio de Castro Daire en el distrito de Viseu, por lo que está afiliado a la Asociación de Fútbol de Viseu y está inscrito ante la Federación Portuguesa de Fútbol con el número 1969.
Su principal logro llegaría en la temporada 2022/23 cuando se coronó campeón de la División de Honra de Viseu por primera vez luego de ganar la fase final, además de ganar la supercopa del distrito en 2022 venciendo al Mortágua FC por 2-1.

## Palmarés
- División de Honra de Viseu: 1

2022/23
- Supercopa de Viseu: 1

2022